# Giovanni Maria Cornoldi
Giovanni Maria Cornoldi (Venezia, 29 settembre 1822 – Roma, 18 gennaio 1892) è stato un gesuita e giornalista italiano.

## Biografia
Nato a Venezia, entrò nella Compagnia di Gesù nel 1840. Divenne poi insegnante di filosofia a Bressanone e Padova per molti anni. Dal 1880 fino alla sua morte fu membro della redazione di Civiltà Cattolica  e predicatore in molte chiese.
Morì a Roma di polmonite il 18 gennaio 1892.

## Le pubblicazioni
Fu grande conoscitore di san Tommaso d'Aquino, e scrisse molte opere per commentarne la dottrina. Le sue  Lezioni di Filosofia 1872 vennero tradotte in latino dal Cardinale Agostini sotto il titolo di Institutiones Philosophicæ ad mentem divi Thomæ; Aquinatis. 
Oltre alle sue numerose opere filosofiche pubblicò un commento alla Divina Commedia di Dante, interpretandola secondo la filosofia e la teologia. Ha fondato l'accademia di Bologna dedicata a san Tommaso d'Aquino, e a Roma fondò due periodici, La Scienza Italiana nel 1876 – poi confluito ne La Scuola Cattolica – e il giornale Accademia di S. Tommaso nel 1881.